# هربرت فوتسی
هربرت فوتسی (آلمانی: Herbert Füzi) دوچرخه‌سوار اهل اتریش است. وی در مسابقات ملی دوچرخه‌سواری جاده اتریش در سال ۱۹۷۲ قهرمان شده است.